# عيون مثل عيونك
عيون مثل عيونك هي أغنية بوب عربية للمغنية وكاتبة الأغاني الكولومبية شاكيرا من ألبومها الرابع أين هم اللصوص؟  (1998). كلماتها تحكي عن مغنية تسافر حول العالم لكنها لم تر عينًا مثل عينيها. أصدرها كأغنية الألبوم الخامسة في أكتوبر 1999 بواسطة. كتبها شاكيرا، وألّفها وأنتجها بابلو فلوريس وخافيير غارزا. نقلت جلوريا إستيفان الأغنية لاحقًا إلى اللغة الإنجليزية باسم Eyes Like Yours وضمنت في ألبوم الاستوديو الخاص بها خدمة الغسيل (2001).